# Prueba de homosexualidad del CCEAG
La prueba de homosexualidad del Consejo de Cooperación para los Estados Árabes del Golfo (CGEAC) era una prueba de homosexualidad propuesta que se habría utilizado en los estados del Golfo para evitar que cualquier viajero homosexual ingrese a los países. El director de salud pública Yousuf Mindkar del Ministerio de Salud de Kuwait propuso inicialmente que los exámenes médicos de rutina también habrían detectado la homosexualidad. Obtener una visa ya requiere pasar un examen de salud para trabajadores migrantes de ciertos países; a aquellos que hubieran fallado en las pruebas se les habrían revocado las visas.
Se ha sugerido que la preocupación por albergar la Copa Mundial de la FIFA 2022 en Catar y los temores de controversia en caso de que los fanáticos del fútbol hayan sido evaluados, hicieron que Mindkar retrocediera en los planes e insistiera en que era una mera propuesta. La propuesta estaba programada para ser discutida en Omán el 11 de noviembre de 2013 por un comité central encargado de revisar la situación de los expatriados.
Previamente, en 2012, más de dos millones de expatriados en los países del Consejo de Cooperación del Golfo se sometieron a pruebas de género. La homosexualidad es ilegal en la mayoría de los Estados miembros del Consejo de Cooperación del Golfo, incluidos Arabia Saudita, Kuwait, los Emiratos Árabes Unidos, Catar y Omán, con la notable excepción de Baréin.

## Reacciones
No existe ninguna prueba médica que funcione para la homosexualidad. Algunos activistas homosexuales estaban preocupados de que la prueba kuwaití hubiera utilizado exámenes anales. El Líbano utiliza esos métodos en las comisarías para determinar en qué prácticas sexuales se han involucrado los presuntos delincuentes. Uno de esos casos fue en 2012 cuando se allanó una sala de cine en busca de pornografía y 36 hombres libaneses fueron sometidos a exámenes anales. Peter Tatchell y la fundación con sede en el Reino Unido que lleva su nombre exigieron boicotear o cancelar la Copa Mundial de la FIFA 2022 que se llevará a cabo en Catar. Amnistía Internacional se opuso enérgicamente a cualquier plan para introducir pruebas con fines discriminatorios contra la diversidad sexual.
Richard Lane, del grupo benéfico de derechos de los homosexuales Stonewall, también señaló que restringir la libertad de circulación debido a la orientación sexual sería problemático para los Estados del Golfo que se han promocionado como abiertos a los negocios internacionales.